# 훅 슬라이딩
훅 슬라이딩이란 야구에서 타자나 주자가 몸을 오른쪽으로 기울인 다음 왼쪽 무릎을 굽혀 하는 슬라이딩을 가르킨다. 헤드퍼스트 슬라이딩과 스탠드업 슬라이딩과 더불어 슬라이딩의 한 종류이다.

## 특성
훅 슬라이딩은 타자나 주자가 다음의 누상으로 진루할 때 다음의 누상에서 접전이 일어난 상황이 발생하면 야수의 태그를 피하기 위해 시도하는 슬라이딩이다. 타자라면 반드시 익혀야 하는 기술 중에 하나이며 몸통은 누상을 지나고 왼발 끝을 누상에 닫게 하는 슬라이딩의 방식이다. 스탠드업 슬라이딩을 완전히 숙련시킨 다음에 익혀서 연습하는 슬라이딩의 기술이며 훅 슬라이딩을 할 때는 주루 코치나 먼저 홈인한 선행 주자 및 대기 타석에서 다음 타석을 위해 대기하는 선수의 수신호를 보고 슬라이딩의 방향을 정하게 된다. 오른쪽 슬라이딩을 기준으로 할 때는 왼발의 안쪽은 땅에 확실하게 닿아 있어야 하며 무릎은 약간 굽힌 상태에서 슬라이딩을 하게 된다.

## 같이 보기
- 슬라이딩
- 헤드퍼스트 슬라이딩
- 스탠드업 슬라이딩